# Odontria fusca
Odontria fusca är en skalbaggsart som beskrevs av Thomas Broun 1893. Odontria fusca ingår i släktet Odontria och familjen Melolonthidae. Inga underarter finns listade i Catalogue of Life.